# Guichard II de Beaujeu
Guichard II de Beaujeu est le premier fils de Guichard Ier de Beaujeu (949-1016) et d'Adélaïde.

## Biographie
D'après certain historiens[Qui ?], il aurait fondé l'église de Saint Nicolas[Où ?].
Vers 1050, il se voit inféodé de la seigneurie de Saint-Trivier-en-Dombes (Saint-Trivier-sur-Moignans) d'Eustache, comte de Forez et à la même époque il se voit donné la seigneurie de Beauregard, démembrée de celle de Riottiers (Jassans-Riottier), d'Artaud-le-Blanc, vicomte de Mâcon.

## Famille
Guichard II de Beaujeu épouse Ricoaire de Salornay, dont il a :
- Humbert II de Beaujeu († 1102) qui lui succède ;
- Guichard de Beaujeu ;
- Dalmace ou Dalmas, seigneur de Couzan (ou Cousan) ;
- Hugues ;
- Une fille mariée à Liébaut, seigneur de Digoine comme la charte de Vitry[Lequel ?] le prouve.